# Acinopterini
Los acinopterinos (Acinopterini) son una tribu de hemípteros auquenorrincos de la familia Cicadellidae. Tiene los siguientes géneros.

## Géneros
- Acinopterus - Cariancha[1]